# Hjemsøgt - The Haunting in Connecticut
Hjemsøgt - The Haunting in Connecticut er en amerikansk gyserfilm fra 2009.

## Medvirkende
- Virginia Madsen som Sara Campbell
- Kyle Gallner som Matthew Campbell
- Elias Koteas som Reverend Nicholas Popescu
- Amanda Crew som Wendy
- Martin Donovan som Peter Campbell
- Ty Wood som Billy Campbell
- Sophi Knight som Mary
- D.W. Brown som Dr. Brooks
- Erik Berg som Jonah